# Zygmunt Żytomirski
Zygmunt August Żytomirski (Żytomierski) vel Gawron (ur. 20 lutego 1891 w Krakowie, zm. ?) – porucznik żandarmerii Wojska Polskiego.

## Życiorys
Zygmunt August Żytomirski urodził się 20 lutego 1891 roku w Krakowie, w rodzinie Jacentego, urzędnika kolejowego, i Michaliny. 3 czerwca 1909 roku otrzymał świadectwo ukończenia Gimnazjum świętej Anny w Krakowie, a w dniach 10-12 maja i 21 maja-11 czerwca złożył maturę. W tym samym roku rozpoczął studia na Wydziale Prawa Uniwersytetu Jagiellońskiego. W trakcie studiów odbył, jako jednoroczny ochotnik obowiązkową służbę wojskową w cesarskiej i królewskiej armii.
W 1912 roku został członkiem Polskich Drużyn Strzeleckich. 29 sierpnia 1914 roku wstąpił do Legionów Polskich i został wcielony do plutonu jazdy Władysława Belina-Prażmowskiego. 23 października został oddelegowany do cesarskiej i królewskiej Komendy Legionów Polskich, w której pełnił służbę, w charakterze kartografa. 8 listopada tego roku został przeniesiony do Żandarmerii Polowej przy c. i k. Komendzie Legionów Polskich, którą po śmierci Roberta Kunickiego kierował Wacław Harasymowicz. 3 kwietnia 1915 roku awansował na plutonowego, 12 września 1915 roku - na chorążego, a 1 listopada 1916 roku - na podporucznika. 27 marca 1916 roku został wyznaczony na stanowisko referenta ewidencyjnego w c. i k. Komendzie Legionów Polskich. Od 1 lutego 1917 roku kierował kancelarią „A” w Komendzie Żandarmerii Polowej. W kwietniu 1917 roku w Warszawie wykładał praktyczne prowadzenie kancelarii na Wyższym Kursie Szkoły Żandarmerii.
1 lipca 1917 roku reskryptem L. 113314/XII cesarskiego i królewskiego Namiestnictwa na Galicję otrzymał zezwolenie na zmianę nazwiska rodowego „Gawron” na „Żytomirski”.
W sierpniu 1917 roku, po kryzysie przysięgowym, pełnił służbę w Żandarmerii Polowej Polskiego Korpusu Posiłkowego. W styczniu 1918 roku, po powrocie z leczenia szpitalnego, objął kierownictwo Ekspozytury Żandarmerii Polowej w Bolechowie.
Jako podporucznik byłego Polskiego Korpusu Posiłkowego reskryptem Rady Regencyjnej z 31 października 1918 roku został przydzielony do podległego jej Wojska Polskiego z zatwierdzeniem posiadanego stopnia.
7 grudnia 1918 roku został mianowany dowódcą żandarmerii przy Okręgu Generalnym Warszawskim z uprawnieniami dyscyplinarnymi pułkownika. W 1922 roku został zweryfikowany w stopniu porucznika ze starszeństwem z dniem 1 czerwca 1919 roku w korpusie oficerów rezerwy piechoty, a następnie żandarmerii. W latach 1923–1924 był oficerem rezerwowym 41 pułku piechoty w Suwałkach. W 1934 roku pozostawał w ewidencji Powiatowej Komendy Uzupełnień Kraków Miasto. Posiadał przydział mobilizacyjny do 5 dywizjonu żandarmerii w Krakowie.
W 1920 roku na łamach „Gazety Policji Państwowej” opublikował cykl artykułów zatytułowanych „Uwagi z dziedziny medycyny sądowej”.
W czasie kampanii wrześniowej 1939 roku dowodził plutonem żandarmerii Warszawskiej Brygady Pancerno-Motorowej.

## Ordery i odznaczenia
- Krzyż Walecznych dwukrotnie - 1922[13]